# Гамбийско-израильские отношения
Израильско-гамбийские отношения — настоящие и исторические международные дипломатические, политические, экономические, военные, культурные и прочие отношения между Государством Израиль и Республикой Гамбия.

## История
В самом начале 1960-х годов Гамбия и Израиль поддерживали неформальные отношения, так как Гамбия находилась под суверенитетом Великобритании. 10 декабря 1962 года, примерно за три года до провозглашения независимости Гамбии, тогдашний премьер-министр и лидер нации Дауда Джавара посетил Израиль с официальным пятидневным визитом. Во время переговоров с израильским руководством он в том числе обсуждал предоставление медицинской помощи для своей страны. 16 декабря Джавара и гендиректор израильского МИД Хаим Яхиль подписали соглашение о сотрудничестве. Официальные дипломатические отношения между двумя странами были установлены в 1965 году, когда Гамбия обрела независимость от Великобритании.
17 февраля 1965 года за два дня до провозглашения независимости Гамбии, глава израильского МИД Голда Меир отправила поздравительное послание премьер-министру Джаваре. В том же году Израиль признал новую республику и оказал ей помощь в двух областях: образование (уровень безграмотности в Гамбии составляет 67 %) и сельское хозяйство. Первым послом Израиля в Гамбии стал Ханан Эйнур, посол еврейского государства в Дакаре (Сенегал), который стал нерезидентным послом. 11 октября 1966 года премьер-министр Джавара посетил Израиль с официальным визитом, в ходе которого его также сопровождал министр образования, Хасан Муса Камара. Африканская делегация встретилась с израильским премьером Леви Эшколем и израильским министром образования Залманом Араном. Визит продлился неделю, в ходе которой также было подписано первое соглашение о дружбе между двумя странами.
26 октября 1973 года Гамбия разорвала дипломатические отношения с Израилем в знак солидарности с Египтом, а также будучи страной мусульманского мира. Несмотря на это, Гамбия обращалась к Израилю с просьбой о военном сотрудничестве. Израиль при этом вёл себя осторожно, чтобы не разозлить Сенегал, граничащий с Гамбией. В 1975 году Гамбия была одной из африканских стран, которая проголосовала в ООН в поддержку резолюции Генассамблеи № 3379, которая называла сионизм одной из форм расизма. В 1977 году в Банжуле открылась дипломатическая миссия ООП. Враждебность, которая Гамбия проявляла к Израилю в период с 1973 по 1992 год утихла после подписания Кэмп-Дэвидских соглашений.
14 сентября 1992 года после подписания Соглашений в Осло, дипломатические отношения между двумя странами были возобновлены. Многолетний президент Гамбии Яйя Джамме был известен своими про-иранскими взглядами. Ирано-гамбийские отношения, а также турне иранской делегации по 12 африканским арабским странам в 2007 году показали, с какими трудностями столкнулась израильская политика помощи странам третьего мира. Президент Гамбии Яйя Джамме сам посещал Иран в 2006 году, где осудил «сионистскую оккупацию Палестины». Тем не менее, в ноябре 2010 года Гамбия разорвала дипломатические отношения с исламской республикой.
В начале июня 2017 года израильский премьер-министр Биньямин Нетаньяху встретился с гамбийским президентом Адама Бэрроу.

## Сотрудничество

### Экономическое
Экспорт израильских товаров в Гамбию оценивается в $22 млн (2008).

### Образование
В 1998 году в Израиль прибыло больше всего студентов из Гамбии — 12, а в 2007 их было всего пять.

## Галерея

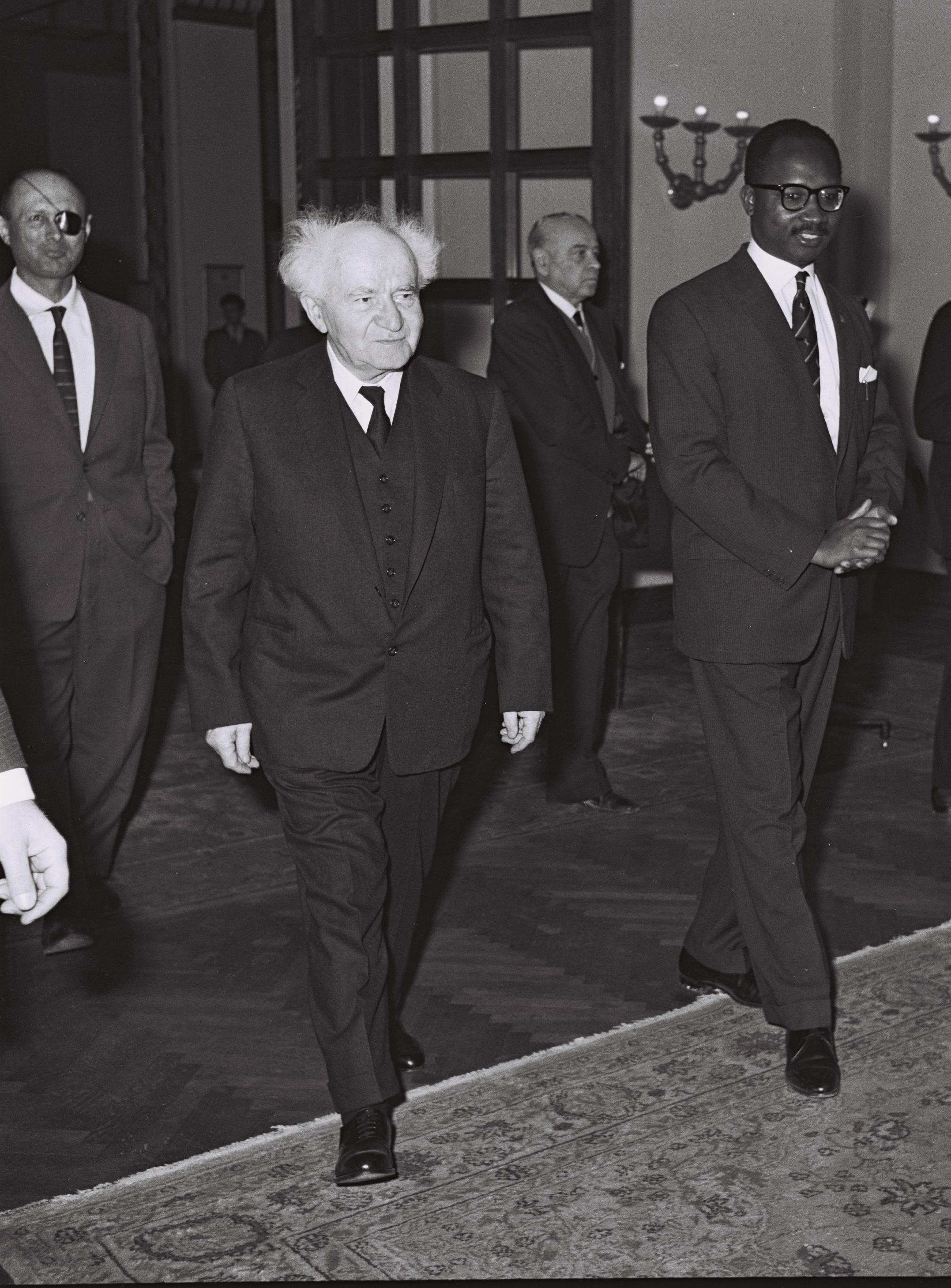
Слева направо: министр сельского хозяйства Моше Даян, глава правительства Давид Бен-Гурион и гамбийский премьер Дауда Джавара во время его визита в Израиль, 1962 год.